# Dzikie serce (telenowela 2009)
Dzikie serce (hiszp. Corazón salvaje) – meksykańska telenowela wyemitowana w latach 2009-2010 przez kanał telewizyjny Televisa. Jest to remake telenoweli z 1993 roku pod tym samym tytułem.

## Wersja polska
W Polsce serial był emitowany na kanale Zone Romantica. Opracowaniem wersji polskiej zajęło się Studio Company. Lektorem serialu był Jan Czernielewski.

## Obsada
- Aracely Arámbula − Regina Montes de Oca Ribera / Aimée Montes de Oca Ribera
- Eduardo Yáñez − Juan de Dios San Román Montes de Oca "Juan del Diablo" / Juan Aldama de la Cruz
- Cristián de la Fuente − Renato Vidal Montes de Oca
- Helena Rojo − Leonarda Montes de Oca de Vidal
- Enrique Rocha − Rodrigo Montes de Oca
- Laura Flores − María del Rosario Montes de Oca
- María Rojo − Clemencia
- Elizabeth Gutiérrez − Rosenda
- Angelique Boyer − Jimena / Estrella / Ángela Villarreal
- Salvador Pineda − Arcadio
- Sebastián Zurita - Gabriel Álvarez